# Oudobnaïa
Oudobnaïa (en russe : Удобная, littéralement : « confortable ») est une stanitsa (village fondé par les cosaques) située dans le raïon d'Otradnaïa, faisant partie du kraï de Krasnodar en Russie méridionale. Sa population était de 7 434 habitants au recensement de 2010, dont 5 256 dans le bourg même d'Oudobnaïa.

## Géographie
La stanitsa est baignée par l'Ouroup. Elle se trouve à 25km au sud d'Otradnaïa, le chef-lieu du raïon. La municipalité comprend la stanitsa elle-même et les khoutors de Zelentchouk-Mostovoï, Oubobno-Zelentchoukski, Tchekhrak, Stoliarov, Krassnye Gory, Stoukanov, Romantchoukov, Lazartchouk, et le site de l'usine électrique Penkozavod.

## Histoire
Oubodnaïa a été fondée en 1858 selon un oukaze impérial par les cosaques, afin de protéger la frontière sud de l'Empire. L'endroit entouré de pâturages, sur une terre de tchernoziom, traversée par de nombreux cours d'eau, était et demeure un lieu propice à l'agriculture. Il y avait 267 familles en 1859 venues d'autres régions de Russie pour coloniser ces terres. Les paysans semèrent des champs de céréales (blé, orge, sarrasin, avoine, etc.). La 5e brigade du 19e régiment de cavalerie des cosaques du Kouban y stationnait, avec 33 officiers. La population monta à 1 794 habitants en 1863. 
Elle a été chef-lieu du raïon éponyme de 1935 à 1953, date à laquelle celui-ci a été fusionné avec celui d'Otradnaïa. Oudobnaïa a été occupée par l'armée allemande du 11 août 1942 au 22 janvier 1943. Plus de la moitié des appelés (850 sur 1 587) sont morts au front.
C'est toujours aujourd'hui une commune rurale, avec plusieurs usines agroalimentaires, trois écoles secondaires et deux cliniques.